# Channa (poisson)
Genre
Synonymes
- Ophicephalus Bloch, 1793[1]
- Ophiocephalus Hamilton, 1822[2]

Channa est un genre de poissons carnivores d'eau douce originaires d'Asie qui sont communément appelés poissons à tête de serpent. Leur système respiratoire, qui accepte l'air libre, leur permet de sortir de l'eau. Ils se nourrissent d'œufs (oiseaux), d'autres poissons, et même de tortues.

## Liste des espèces
- Channa amphibeus (McClelland, 1845)
- Channa andrao (Britz, 2013)
- Channa argus (Cantor, 1842)
- Channa asiatica (Linnaeus, 1758)
- Channa aurantimaculata (Musikasinthorn, 2000)
- Channa bankanensis (Bleeker, 1852)
- Channa baramensis (Steindachner, 1901)
- Channa barca (Hamilton, 1822)
- Channa bleheri (Vierke, 1991)
- Channa burmanica (Chaudhuri, 1919)
- Channa cyanospilos (Bleeker, 1853)
- Channa diplogramma (F. Day, 1865)
- Channa gachua (Hamilton, 1822)
- Channa harcourtbutleri (Annandale, 1918)
- Channa hoaluensis (V. H. Nguyễn, 2011)
- Channa longistomata (V. H. Nguyễn, T. H. T. Nguyen & T. D. P. Nguyen, 2012)
- Channa lucius (Cuvier, 1831)
- Channa maculata (Lacépède, 1802)
- Channa marulioides (Bleeker, 1851)
- Channa marulius (Hamilton, 1822)
- Channa melanopterus (Bleeker, 1855)
- Channa melanostigma (Geetakumari & Vishwanath, 2011)
- Channa melasoma (Bleeker, 1851)
- Channa micropeltes (Cuvier, 1831)
- Channa nox (Zhang, Musikasinthorn et Watanabe, 2002)
- Channa orientalis (Shneider, 1801)
- Channa ornatipinnis (Britz, 2008)
- Channa panaw (Musikasinthorn, 1998)
- Channa pleurophthalma (Bleeker, 1851)
- Channa pulchra (Britz, 2007)
- Channa punctata (Bloch, 1793)
- Channa stewartii (Playfair, 1867)
- Channa striata (Bloch, 1797)